# Mary Dresselhuys

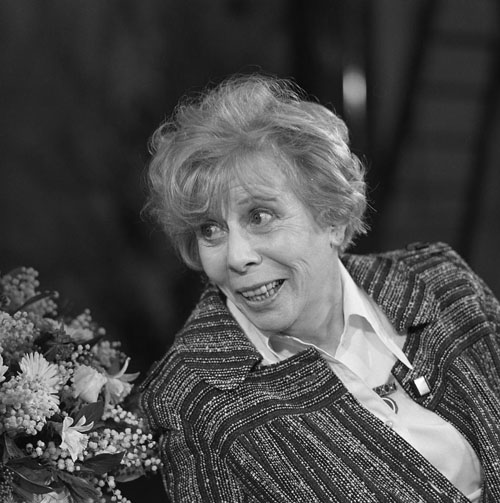

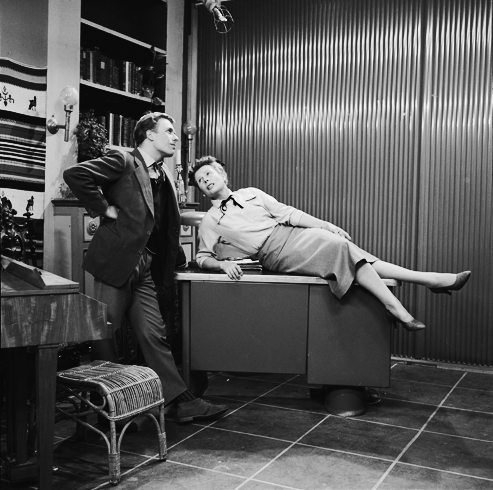
Mary Dresselhuys als Frau De Wit in Pension Hommeles von 1957

Marie Johanna (Mary) Dresselhuys (22. Januar 1907 in Utrecht; † 19. Mai 2004 in Amsterdam) war eine niederländische Schauspielerin, die in ihrer langen Karriere mehr als 150 Rollen auf der Theaterbühne, in Filmen und im Fernsehen spielte.

## Leben
Mary Dresselhuys wurde als Tochter des Tabakfabrikanten D.W. Dresselhuys geboren, dessen alte Fabrikgebäude noch heute in Tiel zu sehen sind. Nach ihren eigenen Worten interessierte sich niemand in ihrem Umfeld für das Theater und wenn es nach ihren Eltern gegangen wäre, hätte sie nie die Möglichkeit gehabt, zu der Komödiantin zu werden, zu der sie später wurde. Jedoch besuchte sie in ihren Ferien mit ihrer Großmutter (nach anderen Quellen mit ihrem Onkel; mit dessen Billets auch mal alleine) oft das Theater in Den Haag und begann bald danach ihre ersten Rollen an ihrer Schule zu spielen. 1926, im Alter von 19 Jahren, erhielt sie die Zulassung zur Amsterdamer Theaterschule   wo sie drei Jahre später, vor ihren Eltern verborgen, ihren Abschluss machte.
Dort erhielt sie unter anderen Unterricht von Albert van Dalsum, Magda Janssens und Else Mauhs. Ihre erste Rolle, noch als Komparse, spielte sie am 7. September 1929 bei der Rotterdamsch Hofstadtoneel unter Cor van der Lugt Melsert. Das Stück trug den Namen Men trouwt geen meisjes zonder geld. Ein Kritiker schrieb hierüber: „Unter den Leuten war eine junge Dame in einem scharlachroten Hemd. Mit großer Begeisterung und einer Stimme wie eine Glocke rief sie viele Male: 'Heil Cäsar!' Wir werden noch viel von ihr hören.“ Ab Dezember des gleichen Jahres erhielt sie dann  größere Rollen. Eine Kritikerin schrieb hierzu bereits einige Jahre später, 1933, über sie: „Ich glaube, sie ist eine der neuen Frauenfiguren unserer Zeit“. In der Frauenzeitschrift De Hollandsche Lelie (1887–1934) wurde im gleichen Jahr über sie geschrieben: „Ihre Gelassenheit ist typisch … modern“.
Dresselhuys hatte drei Ehen hinter sich:
- von 1929 bis 1933 mit dem Schauspieler Joan Remmelts
- von 1934 bis 1946 mit dem Schauspieler Cees Laseur, mit dem sie zwei Töchter hatte: Merel und Petra Laseur
- von 1955 bis zu seinem Tod 1986 mit dem Autor, Flieger und Kriegsveteran Adriaan Viruly („Jons“). Beide erhielten bald den Spitznamen „Kunst en Vliegwerk“, was zwar launisch von ihren jeweiligen Professionen abgeleitet war, aber als Redewendung auch bedeutet „Ach und Krach“ oder „mit allen Tricks“. Unter diesem Namen traten sie 1969 gemeinsam auf und erzählten auf der Bühne Geschichten. Damit traten sie auch in Südafrika auf.[1]

## Karriere
Es folgten Engagements bei den Theatergesellschaften Residentie Tooneel (1945–47), Comedia (1945–50), Haagse Comedie (1948–49), Gezelschap Guus Oster (1949–50), Nederlandse Comedie (1950–63 und 1966–68), Ensemble (1963–66), Centrum (1967/68) und dem Publiekstheater (1975/76).
Sie reiste schon früh regelmäßig nach Paris oder London, um sich dort die neuesten Theaterproduktionen anzusehen. Gefiel ihr der Stoff, regte sie an, diesen auch in den Niederlanden aufzuführen und übernahm sogar eigenhändig die Übersetzung.
Sie spielte zwischen ihrem dreißigsten und sechzigsten Lebensjahr Charaktere jedweden Alters. Ihr Geburtsjahr hielt sie daher stets im Vagen. An dem Zeitpunkt, an welchem sie auf die Rolle der alte Dame festgelegt werde, würde sie ihr Alter verraten, versprach sie 1967.  Rollen, in denen sie dann, ihrem fortgeschrittenen Alter gemäß, als ältere Dame auftreten sollte, wurden aber stets mit Bedacht gewählt. Gerne spielte sie bekannte, besondere oder exzentrische Charaktere.
Seit den 1960er Jahren arbeitete sie auch als selbstständige Theaterunternehmerin. Sie steckte ihr eigenes Geld in neue Produktionen und Bühnenausstattung. Ein Grund, warum sie darauf achtete, die eingesetzten Requisiten, wie etwa teure Möbel, auch während der Aufführungen besonders zu schonen. Einen starken Unterstützer und Geschäftspartner fand sie in dem Produzenten Joop van den Ende, welcher sie schon seit Kindheitstagen sehr bewunderte.
Sie stand noch bis zu ihrem Tod im Jahr 2004 als Schauspielerin auf der Bühne.
Ihr Geschäftspartner Joop van den Ende lobte bereits zu ihren Lebzeiten den Mary Dresselhuys Prijs aus, den die Namensgeberin 1992 auch als erste Preisträgerin erhielt. Wie nach ihr in zweijährigem Turnus weitere besonders talentierte Theaterkünstler oder Ensembles.

## Film
- Eline Vere (1992) – Frau Van Raat
- Vroeger kon je lachen (1983) – Frau auf dem Bahnhof
- Celine (1979)
- Pygmalion (1976) (siehe Theaterstück Pygmalion) – Frau Higgins
- Slippers (1975) – Sheila
- Dorp aan de rivier (Das Dorf am Fluß) (1958) – Frau Van Taeke
- De Kribbebijter (Der Murrkopf) (1935) – Mary